# Vicent de Beauvais
Vicent de Beauvais OP (Boran-sur-Oise, 1184 / 1194 - Abadia de Royaumont, Asnières-sur-Oise, 1264) fou un teòleg i erudit medieval de l'orde dels dominics, autor de l'enciclopèdia Speculum Maius, un compendi del saber de l'època. El seu nom li ve del monestir de Beauvais, indret on visqué per un període indeterminat. Poc més se sap de la seva vida, a part de la seva relació amb monarques de diversos països europeus i una estada a Royaumont, citat a la seva obra magna. També escrigué un tractat sobre l'educació dels prínceps, De eruditione filiorum regalium, i diversos sermons de renom.